# Гайсинський спиртовий завод
Гайсинський спиртовий завод — підприємство харчової промисловості у місті Гайсин Гайсинського району Вінницької області України.

## Історія
Невеликий винокурний завод у повітовому місті Гайсин Гайсинського повіту Подільської губернії Російської імперії був побудований в XIX столітті. При заводі було збудовано казенний винний склад. Під час першої російської революції робітники заводу брали участь у страйках і демонстраціях (страйку робітників цукрового, пивоварного і винокуренного заводу в Гайсині в кінці листопада — початку грудня 19 року та ін.). Після початку першої світової війни становище заводу ускладнилося у зв'язку з введенням 21 серпня 1914 року заборони на продаж спиртного і обмеженням виробництва спирту. Надалі завод був закритий та законсервований. Після Лютневої революції, у березні 1917 року в Гайсині виникла Рада робітників, селянських і солдатських депутатів, а у квітні 1917 року — профспілкова організація, за рішенням якої на підприємствах було встановлено 8-годинний робочий день. Після Жовтнева революція 1917 Жовтневої революції на заводі був введений робочий контроль над виробництвом. === 1918—1991 роки === У січні 1918 року в Гайсині була встановлена Радянська влада, але вже на початку березня 1918 року його окупували австро-німецькими військами (які залишалися тут до листопада 1918 року), надалі Гайсин опинився в зоні бойових дій Громадянської війни. У ході Радянсько-польської війни 15 травня 1920 Гайсин захопили польські війська, але 14 червня 1920 місто звільнили частини РСЧА і Радянська влада була відновлена. Постраждалий винокурний завод було відновлено та відновив роботу під назвою Гайсинський спиртовий завод. У ході індустріалізації 1930-х років спиртзавод був оснащений новим обладнанням, реконструйований і розширений. У ході Німецько-радянської війни 25 липня 1941 року Гайсин окупували німецькі війська, які зробили зусилля, щоб відновити і використовувати у своїх цілях промислові підприємства міста. Наприкінці 1941 року на спиртзаводі виникла радянська підпільна група, яка зривала випускати продукцію та її відправлення до Німеччини. 16 березня 1944 року частини 232-ї стрілецької дивізії РСЧА звільнили Гайсин, почалося відновлення міста. Відповідно до четвертого п'ятирічного плану відновлення та розвитку народного господарства СРСР спиртзавод був відновлений та відновив роботу. У 1960-ті роки на спиртзаводі було побудовано новий цех, що збільшило його виробничі потужності. В результаті виконання планових показників восьмої п'ятирічки (1966—1970) спиртзавод завершив достроково, до 7 листопада 1970 року. Загалом, у радянські часи спиртзавод входив до числа провідних підприємств райцентру. === Після 1991 року === Після проголошення незалежності України завод перейшов у відання Державного комітету харчової промисловості України. Після створення в червні 1996 року державного спиртової та лікеро-горілчаної промисловості «Укрспирт», завод був переданий у відання концерну «Укрспирт». У січні 2000 року Кабінет міністрів України дозволив заводу виробництво компонентів для моторного палива, у липні 2000 року було затверджено державну програму «Етанол», яка передбачала розширення використання етилового спирту як енергоносія, і завод (разом з іншими державними спиртзаводами) було включено до переліку виконавців цієї програми.
У липні 2010 року державний концерн «Укрспирт» було перетворено на державне підприємство «Укрспирт», завод залишився у віданні ДП «Укрспирт».